# Гравітація (книга)
Гравітація (англ.  Gravitation) — широко відомий підручник з теорії відносності Ейнштейна авторства Чарлза Мізнера, Кіпа Торна і Джона Вілера, який вперше опублікувало видавництво W. H. Freeman and Company 1973 року. За безпрецедентне охоплення тем багато вчених вважають цю книгу ранньою «біблією» загальної теорії відносності. Також її часто називають MTW, за ініціалами авторів. Підручник породив значну кількість жартів, пов'язаних з його розмірами і вагою. Книга відрізнялася незвичайним для свого часу нелінійним стилем подачі матеріалу. 2021 року видавництво все ще додруковує книгу і її рекомендують як підручник у багатьох оглядах навчальної літератури з загальної теорії відносності. Книгу видано іншими мовами, зокрема російською, японською і китайською.

## Зміст і стиль подачі матеріалу
Книга описує багато аспектів диференціальної геометрії і загальної теорії відносності, а також розглядає деякі альтернативні теорії гравітації та їх експериментальні перевірки. Посібник поділено на два курси, другий з яких включає складніші теми, які розширюють семестровий курс загальної теорії відносності до річного. MTW використовує сигнатуру метрики -+++. Істотна частина книги складається з доповнень до основного тексту.
На момент написання підручника його автори належали до найвідоміших експертів з теорії відносності, їм належать багато викладених у книзі результатів. Введений авторами поділ на два курси, що іноді перемежовуються межах однієї глави, органічно включені в текст вправи, спеціально виділені доповнення та зауваження на полях — маргіналії — були сміливим експериментом щодо нелінійності викладу та оформлення підручників, який викликав істотні труднощі під час набирання книги. Стиль авторів також незвичний: на відміну від прийнятого сухого «академічного стилю», деякі частини написані дуже неформально, навіть поетично, що викликало як схвальні, так і критичні відгуки рецензентів.Девід Парк писав:
Уявіть, що троє дуже винахідливих людей зібралися разом, щоб винайти наукову книгу. Не просто написати її, але винайти тон, стиль, методи подання [матеріалу], формат.Оригінальний текст (англ.)
Imagine that three highly inventive people get together to invent a scientific book. Not just to write it, but invent the tone, the style, the methods of exposition, the format.— David Park, “Ups and Downs of ‘Gravitation,’” Washington Post, 21 Apr. 1974, p. 4, цитуєтся за 
однак Субрахманьян Чандрасекар зазначив:
Книга залишає після себе одне головне враження. «Вона написана з запалом місіонера, який проповідував канібалам» (як Дж. І. Літтвуд сказав про іншу книгу). Але я (можливо, з історичних причин) завжди відчував алергію на місіонерів.Оригінальний текст (англ.)
There is one overriding impression this book leaves. ‘It is written with the zeal of a missionary preaching to cannibals’ (as J. E. Littlewood, in referring to another book, has said). But I (probably for historical reasons) have always been allergic to missionaries.— S. Chandrasekhar, "A Vast Treatise on General Relativity, " Phys. Today, Aug. 1974, pp. 47–48, цитується за
Тому видавництво спочатку розглядало книжку радше як монографію, ніж як підручник, і планувало видавати її тільки в твердій обкладинці для бібліотек. Однак автори наполягли також і на дешевшому виданні в паперовій обкладинці, доступному для студентів, погодившись на зниження відрахувань з цього видання. Внаслідок цього експерименту книга не тільки отримала відгуки в спеціалізованій науковій пресі, але й удостоїлася огляду на цілу смугу в газеті The Washington Post, у якому схвалювалась її нелінійність, яка нагадала рецензенту авангардний кінематограф французької нової хвилі. За оцінками багатьох рецензентів, «Гравітація» цікава не тільки студентам-фізикам, але й просто людям, які цікавляться наукою.
Розміри й вага тому, істотно відрізнялися від параметрів прийнятих тоді підручників, породили багато жартів, наприклад, про те, що «Гравітація» є не тільки цінним довідником із гравітації, але також її істотним джерелом. Виникла низка прізвиськ: Велика чорна книга (англ.  The big black book), Телефонний довідник (англ.  The phone book), Біблія (англ.  The «Bible»).

## Вплив
За перші 10 років продажів у США книга розійшлася тиражем більше 50 000 примірників, а до 2007 року щорічно розходилися понад 500 примірників, що дало історику науки Кайзеру підстави розглядати її як книгу, що стерла кордон між монографією, підручником і популярним бестселером. Скорочення MTW за ініціалами авторів стало звичним у літературі з загальної теорії відносності для посилань на цей підручник.
До 2021 року книга в паперовій обкладинці все ще додруковується видавництвом і рекомендується як підручник у багатьох оглядах навчальної літератури з загальної теорії відносності, при цьому її часто називають класичною, хоча зазначається, що вона занадто складна для вступного курсу, швидше цей підручник слід розглядати як розширений і поглиблений посібник для студентів і аспірантів, які серйозно займаються загальною теорією відносності. Також він дещо застарів і не містить нових результатів, проте його обов'язково повинен прочитати кожен, хто серйозно займається загальною теорією відносності.
Видано російський (1977, передрук 1993), китайський (1997) і японський (2011) переклади «Гравітації». Оскільки китайський переклад переважно виконала Шусянь, дружина знаменитого китайського дисидента Фан Лічжі, відзначена разом з ним Премією Свободи за 1991 рік, видавництва КНР відмовились його публікувати і книгу видано на Тайвані.